# Present Continuous

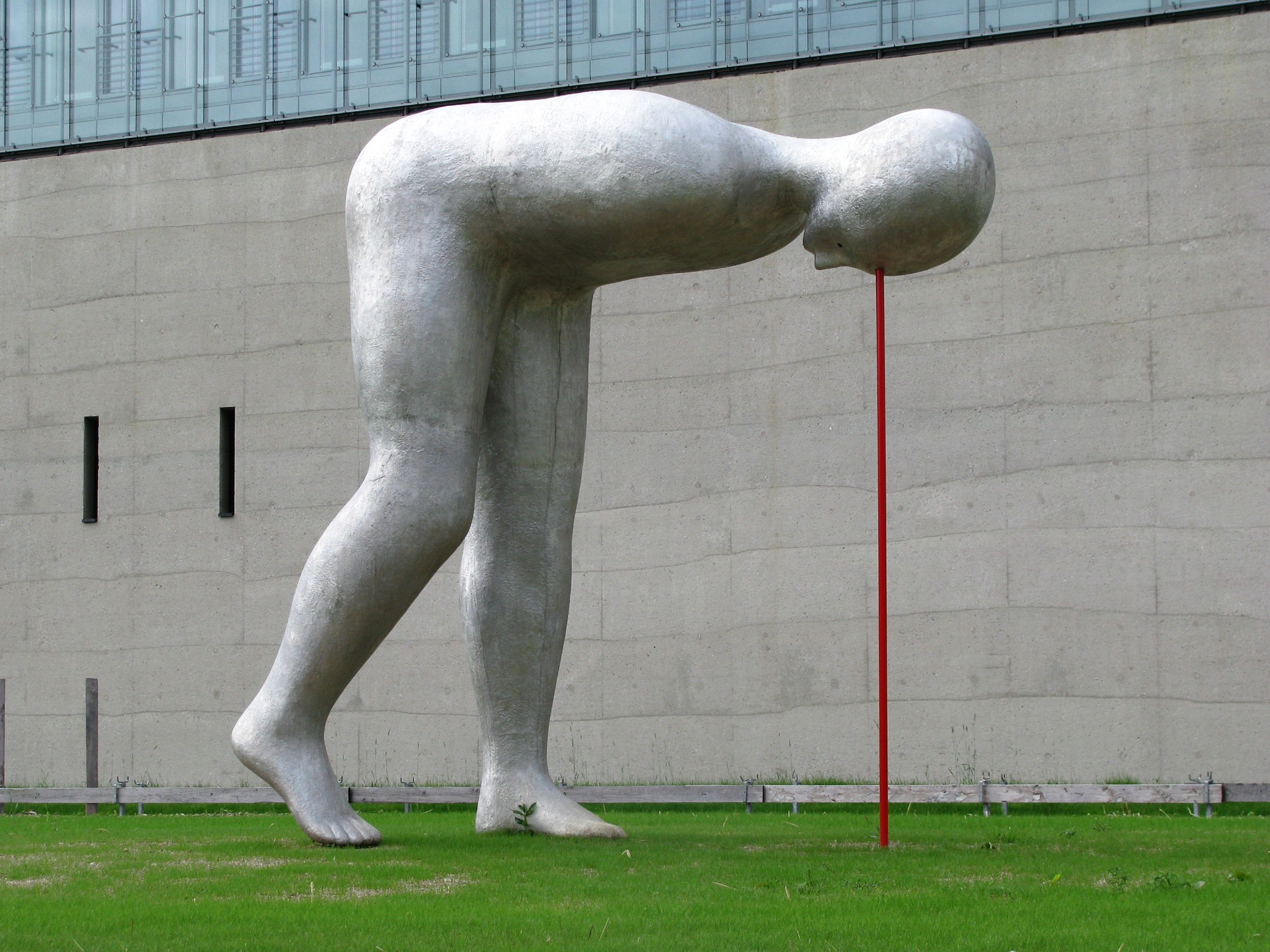
Scultura Present Continuous

Present Continuous è una scultura monumentale creata dallo scultore olandese Henk Visch e posizionata a fine maggio 2011 tra l'ingresso della Hoschule für Fernsehen und Film ed il Staatliches Museum Ägyptischer Kunst a Monaco di Baviera nel quartiere di Maxvorstadt dove si trova un alto concentramento di musei d'arte chiamato Kunstareal. Si tratta di una scultura in alluminio alta m 3,60 che rappresenta un uomo piegato in avanti. Dall'occhio un tubo rosso sprofonda nella terra ed entra nel museo egizio sottostante.